# Eleonora (księżniczka Asturii)

Sztandar Eleonory, księżniczki Asturii

Eleonora, księżniczka Asturii (hiszp. Leonor de Todos los Santos de Borbón y Ortiz; ur. 31 października 2005 w Madrycie) – następczyni tronu Hiszpanii jako Księżniczka Asturii. Jest najstarszą córką króla Hiszpanii, Filipa VI, oraz jego żony, królowej Letycji.
Jeśli wstąpi na tron, będzie pierwszą królową panującą Hiszpanii od czasów Izabeli II, która panowała w latach 1833–1868.

## Życiorys

### Narodziny i chrzest
Urodziła się 31 października 2005 roku o godzinie 1:46 w nocy w Międzynarodowej Klinice Ruber w Madrycie przez cesarskie cięcie jako najstarsze dziecko księcia Asturii (następcy tronu Hiszpanii), Filipa Burbona, oraz jego żony, Letycji Ortiz Rocasolano. W dniu urodzin ważyła 3.5 kilograma i mierzyła 47 centymetrów. Tego samego dnia z tej okazji została zorganizowana konferencja prasowa, w czasie której jej ojciec stwierdził, że narodziny dziecka „to najpiękniejsza rzecz, jaka może się komuś w życiu przydarzyć”. Przy okazji Filip poinformował, że dziewczynka otrzyma imię Eleonora (hiszp. Leonor), argumentując: „ponieważ (imię to) ma wiele historycznych powiązań i nam się podobało”. Od tamtej pory imię Eleonora stało się bardzo popularne w kręgach królewskich – otrzymały je: księżniczka Eleonora Belgijska (ur. 2008; córka króla Belgów, Filipa I), księżniczka Eleonora Szwedzka (ur. 2014; córka księżniczki Magdaleny) i księżniczka Eleonora Hanowerska (ur. 2021; córka Ernesta Augusta Hanowerskiego).
Dziewczynka, która – jako córka następcy hiszpańskiego tronu – stała się infantką, została ochrzczona 14 stycznia 2006 roku w pałacu Zarzuela w Madrycie. Ceremonii przewodniczył arcybiskup Madrytu, Antonio Rouco Varela. Do chrztu posłużyła woda z rzeki Jordan, a rodzicami chrzestnymi dziewczynki zostali dziadkowie ze strony ojca – król Hiszpanii, Jan Karol I, z żoną, królową Zofią. Oprócz tego dziewczynka otrzymała również tradycyjne imię nadawane w dynastii Burbon: de Todos los Santos (Wszystkich Świętych).
Eleonora ma jedną młodszą siostrę – Zofię (ur. 29 kwietnia 2007).

### Młodość
15 września 2008 rozpoczęła naukę w szkole Santa María de los Rosales. Po tym, jak 19 czerwca 2014 jej ojciec zasiadł na tronie Hiszpanii, stała się bezpośrednią następczynią tronu i otrzymała tytuł księżniczki Asturii. W tym samym roku odsłonięto jej figurę woskową w Muzeum Figur Woskowych w Madrycie.
20 maja 2015 przyjęła pierwszą komunię świętą w kościele Wniebowzięcia Najświętszej Maryi Panny w Madrycie. Po zakończeniu uroczystości podkreślała w wywiadach, że jest szczęśliwa, choć była „bardzo zdenerwowana”.
23 kwietnia 2020 wraz z młodszą siostrą wzięła udział w publicznym czytaniu „Don Kichota”, które ze względu na trwającą wówczas pandemię COVID-19 odbywało się wirtualnie. Dwie godziny później zostało opublikowane nagranie, na którym dziewczynki stwierdziły: „Tak jak miliony dzieci przez ponad miesiąc byłyśmy w domu i nie mogłyśmy chodzić do szkoły ze względu na tę pandemię. Staramy się żyć w najlepszy, możliwy sposób, bo nie trzeba być dorosłym, aby zdawać sobie sprawę z ogromnych trudności, jakich doświadczamy w Hiszpanii i innych krajach”. Dodały również: „Mamy nadzieję, że to wszystko wkrótce się skończy”.
24 marca 2021 odbyła pierwszą samodzielną oficjalną wizytę, w czasie której przewodniczyła obchodom 30. rocznicy powstania Instytutu Cervantesa w Madrycie.
28 maja 2021 w kościele Wniebowzięcia Najświętszej Maryi Panny w Madrycie przyjęła bierzmowanie, a jej świadkiem został ojciec, król Filip VI. W czasie uroczystości, ze względu na trwającą wówczas pandemię COVID-19, Eleonorze towarzyszyła jedynie najbliższa rodzina – rodzice i młodsza siostra.
Jesienią 2021 rozpoczęła naukę w UWC Atlantic College. Biegle mówi w językach: hiszpańskim i angielskim, uczyła się również języka mandaryńskiego.
W sierpniu 2023 rozpoczęła trzyletnie szkolenie wojskowe, mające ją przygotować do roli zwierzchniczki sił zbrojnych.

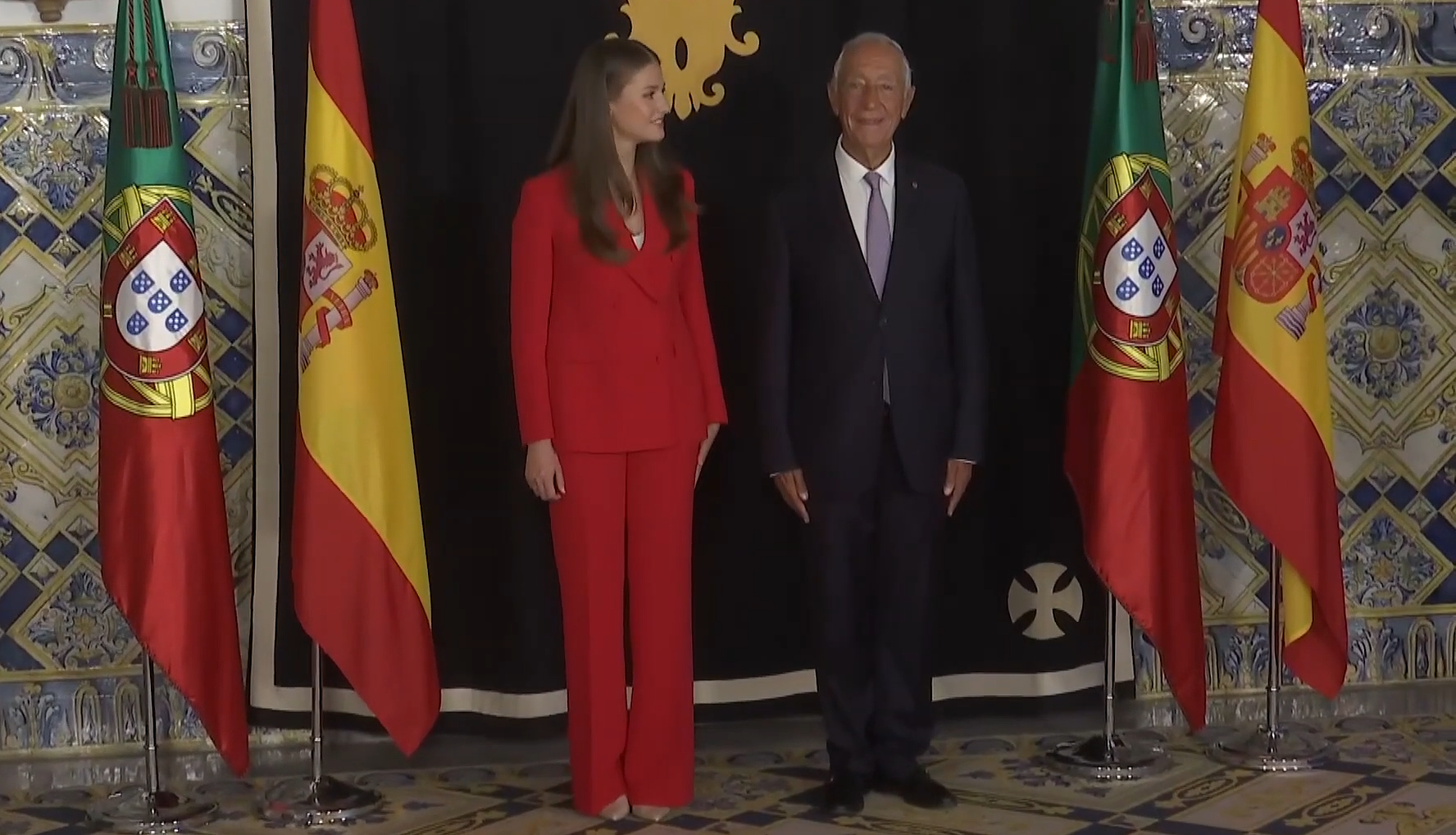
Księżniczka Asturii Eleonora i prezydent Portugalii Marcelo Rebelo de Sousa – Lizbona, 22 lipca 2024

31 października 2023, jako pełnoletnia następczyni tronu, złożyła przysięgę przed parlamentem. 12 lipca 2024 odbyła swą pierwszą oficjalną wizytę zagraniczną – w Portugalii.

## Tytulatura
31 października 2005 – 19 czerwca 2014: Jej Królewska Wysokość infantka Eleonora z Hiszpanii
Od 19 czerwca 2014: Jej Królewska Wysokość Księżniczka Asturii

## Odznaczenia
- Order Złotego Runa (2015)[24][25][26][27]
- Łańcuch Orderu Karola III (2023)[28]
- Krzyż Wielki Zasługi Wojskowej z Odznaką Białą (2024)[29]
- Krzyż Wielki Orderu Wojskowy Chrystusa (Portugalia, 2024)[30]